# ホセ・アントニオ・ソラーノ
ホセ・アントニオ・ソラーノ（José Antonio Solano Moreno, 1985年2月4日 - ）はスペイン・アンダルシア州カディス出身の元サッカー選手。現役時代のポジションはディフェンダー。

## 経歴
2005年にリーガ・エスパニョーラのプリメーラ・ディビシオンに所属していたカディスCFのトップチームに育成部門から昇格を果たす。しかしトップチームでの公式戦出場は無く、主にセグンダ・ディビシオンBに属していたCDレガネスやエシハ、CDバダホスでプレー。2008-09年シーズンにはFCバルセロナBに所属した。
2012年にCDバダホスが破産消滅し、オーストリア・ブンデスリーガのヴォルフスベルガーACに移籍。トップチームとセカンドチームを行き来し、2014年にエルステリーガ（オーストリア2部）のSVホルンに移籍した。

## 概要
主にセンターバックとしてプレーするディフェンダー登録の選手であるが、ボランチとしても適応できる。
エシハ時代にはシーズンのリーグ失点数最小記録を樹立したメンバーに含まれていたこともある。しかしながら、怪我に悩まされバルセロナB移籍直後、早々に負傷離脱してしまった。